# 阿索波斯
阿索波斯（希臘語：Ἀ̄σωπός）是希臘神話中的一個人物。他是俄刻阿诺斯與忒梯斯生下的3,000個河神之一。
根據偽阿波羅多洛斯所著《Bibliotheca》，某天阿索波斯的女兒埃癸娜被化身成大鳥的天神宙斯綁架，帶到了一座島嶼。阿索波斯到處尋找埃癸娜，來到了科林斯。科林斯當時的國王，西西弗斯，告訴阿索波斯他看到一隻巨鳥抓著一個女人往一座島嶼飛去，於是阿索波斯照著他的指引往該島奔去，結果被宙斯用雷電擊斃。阿索波斯的另一個女兒是安提俄珀，安菲翁和齊薩斯的母親。